# Eros, Louisiana
Eros este o localitate urbană care a avut în anul 2000, 202 locuitori. Localitatea se află în regiunea metropolitană Ruston, comitatul Jackson, statul Louisiana, SUA. El este locul de naștere a fostului președinte al univesității Northwestern State University, Arnold R. Kilpatrick.

## Date geografice
Eros este amplasat pe coordonatele 32°23′33″N; 92°25′22″W. După datele United States Census Bureau, localitatea ocupă o suprafață de 2,6 km ², din care toată suprafața este uscat.